# Limenitis zunilaces
Limenitis zunilaces är en fjärilsart som beskrevs av Hans Fruhstorfer 1915. Limenitis zunilaces ingår i släktet Limenitis och familjen praktfjärilar. Inga underarter finns listade i Catalogue of Life.